# Roland Altmann
Roland Altmann (* 28. Mai 1925 in Sprötau; † 2012 in Dortmund) war ein deutscher Maler, Grafiker, Lyriker und Essayist.

## Leben
Altmann absolvierte in den Jahren 1950 bis 1953 zunächst ein Grafikstudium an der Werkkunstschule Hannover. Nach dem Staatsexamen belegte er von 1952 bis 1954 ein Abendstudium an der Werbefachschule Hannover und war im Anschluss in der Werbebranche tätig und engagierte sich nebenbei als Maler, Grafiker und Autor und beteiligte sich an über 120 Ausstellungen im In- und Ausland.
In den Jahren 1982 bis 1987 war Altmann Gründer, Herausgeber und Chefredakteur der Verbandszeitschrift des Berufsverbandes Bildender Künstler Westfalens, dessen stellvertretender Verbandsvorsitzender er von 1984 bis 1987 war.
1999 wurde Altmann Mitglied im Akademischen Rat der Humboldt-Gesellschaft für Wissenschaft, Kunst und Bildung.
Altmann war Ehrenmitglied der Künstlervereinigung „Dortmunder Gruppe“, deren 2. Vorsitzender er von 1972 bis 1980 war. Er lebte seit 1955 in Dortmund, wo er 2012 verstarb.

## Werke
- Und Wolodja singt. Reiseerinnerungen UdSSR. Selbstverlag, Dortmund 1983.
- Zweierlei Licht. Gedichte. Kettler, Bönen 1987, ISBN 3-925608-04-4.
- Einblicke und Reflexionen. Reden und Aufsätze zu Künstlern und Bildender Kunst. Selbstverlag, Dortmund 1989.
- Mittendrin die Perle – die sechziger Jahre – meine Malerei, Meinungen und Vermutungen. Kettler, Bönen ca. 1994, ISBN 3-925608-21-4.
- Sinndeutende Annäherungen. Verl. der Humboldt-Ges. für Wissenschaft, Kunst und Bildung, Mannheim 1996, ISBN 3-927030-13-0.